# 黃強華
黃強華（英語：Chris Huang，1955年1月16日—），本名黃文章，雲林縣虎尾鎮人，為黃馬布袋戲家族的第四代成員，黃海岱孫子，黃俊雄長子，现任霹靂國際多媒體董事長。妻子劉麗惠現任霹靂國際多媒體執行長。

## 生平介紹

### 舊名
- 黃文章[1][2]

### 現任職位
- 霹靂國際多媒體董事長。[1][2]
- 霹靂布袋戲編劇總監。
- Thunderbolt Fantasy 東離劍遊紀總導演。[4]

### 學歷
- 臺南市私立長榮高級中學
- 遠東技術學院（今遠東科技大學）企業管理科

## 家庭
- 曾祖父：黃馬，為泉州南管布袋戲錦春園藝師。
- 祖父：黃海岱（1901年－2007年），五洲園布袋戲大師。[1][2]
  - 父親：黃俊雄（1933年－），金光布袋戲代表人。[1][2]
  - 母親：陳美霞（已歿），黃俊雄元配。[1]
    - 妻子：劉麗惠，現任霹靂國際多媒體執行長。
      - 兒子：黃亮勛（1985年－），現任霹靂國際多媒體副董事長兼總經理
      - 女兒：黃政嘉（1988年－），現任霹靂國際多媒體品牌總監。

    - 弟弟：黃文擇（1956年－2022年），前霹靂國際多媒體副董事長、霹靂布袋戲口白。[1][2]
    - 弟弟：黃文耀（1956年－2022年），伯父黃俊卿養子，前天宇布袋戲口白和主演以及製作人、大天宇影視傳播公司的負責人。
    - 妹妹：黃鳳儀（1976年－），黃俊雄長女，西卿所出，現和弟弟黃立綱負責金光布袋戲，為幕後主唱、名譽編劇。
    - 弟弟：黃立綱（1978年－），黃俊雄么子，西卿所出，現為金光布袋戲負責人。

## 音樂

### 填詞
- 黑河戰記片尾曲《悲情之路》
- 黃妃《非常女》
- 風采輪《盼夢圓》
- 荒山亮 《起戰天下來》 (收錄2009，風雲四起專輯，並未發行與播出)